# Ploceus
Ploceus es un género de aves paseriformes de la familia Ploceidae. Agrupa a sesenta  y cuatro especies propias del África subsahariana y de la región indomalaya.

## Especies
Según un orden filogenético de la lista del Congreso Ornitológico Internacional:

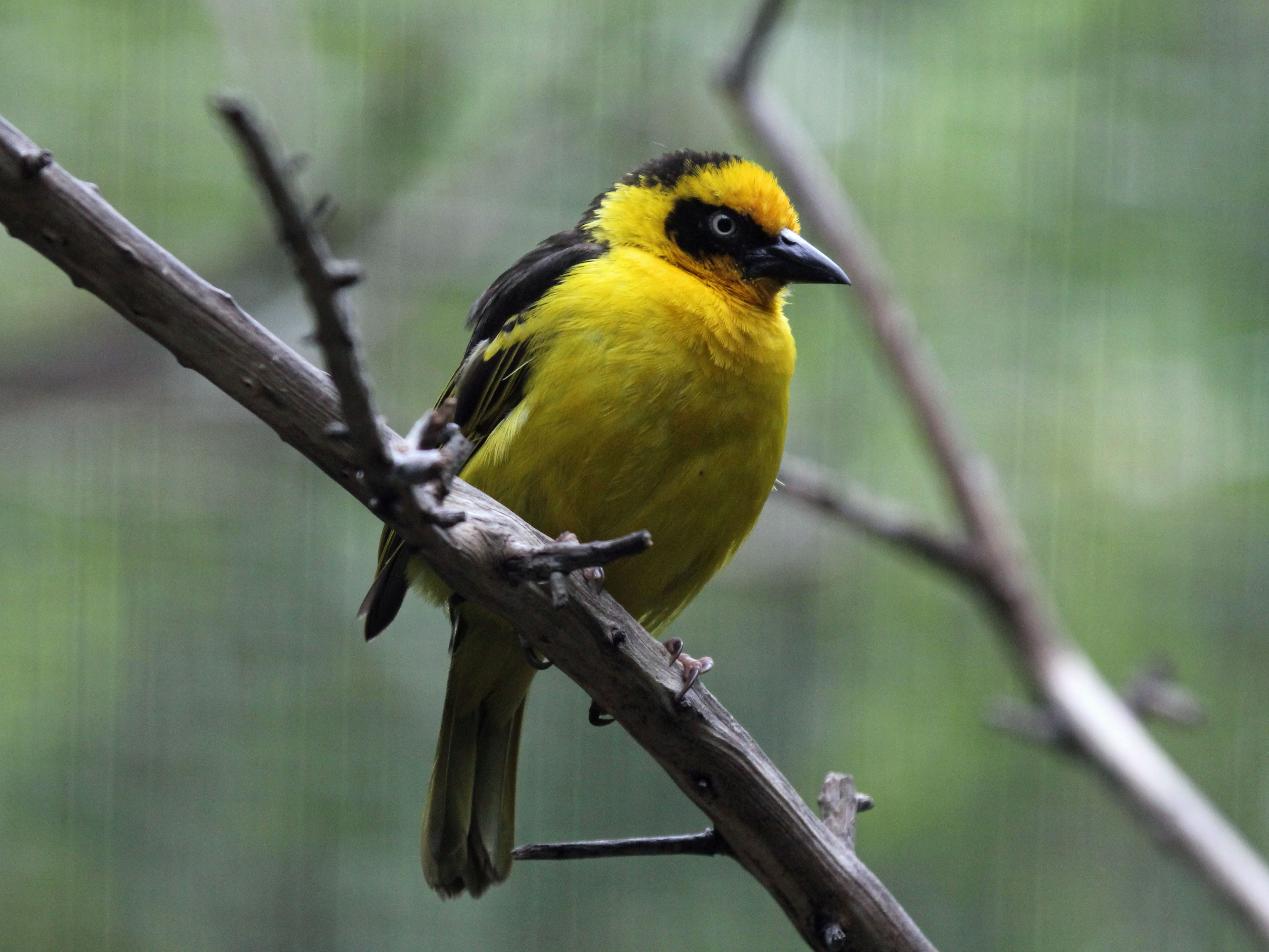
Ploceus baglafecht.

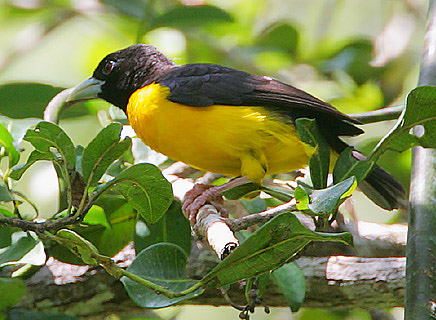
Ploceus bicolor.

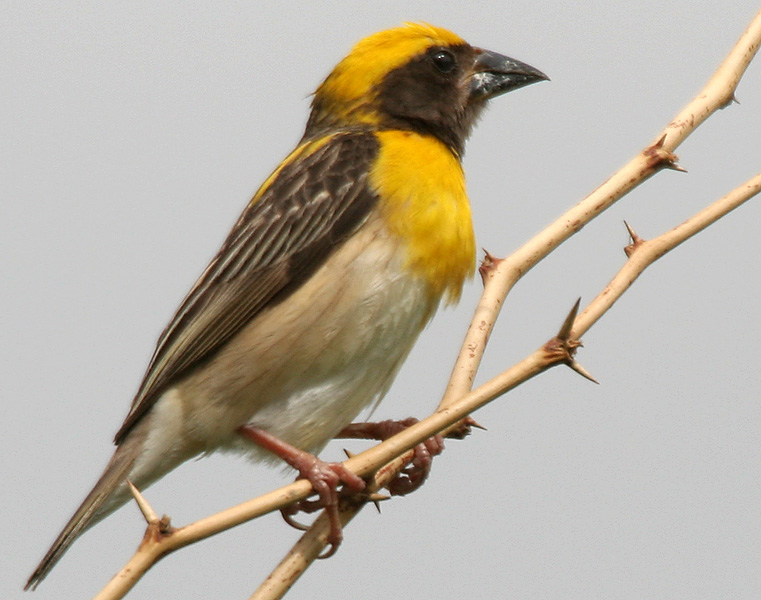
Ploceus philippinus macho.

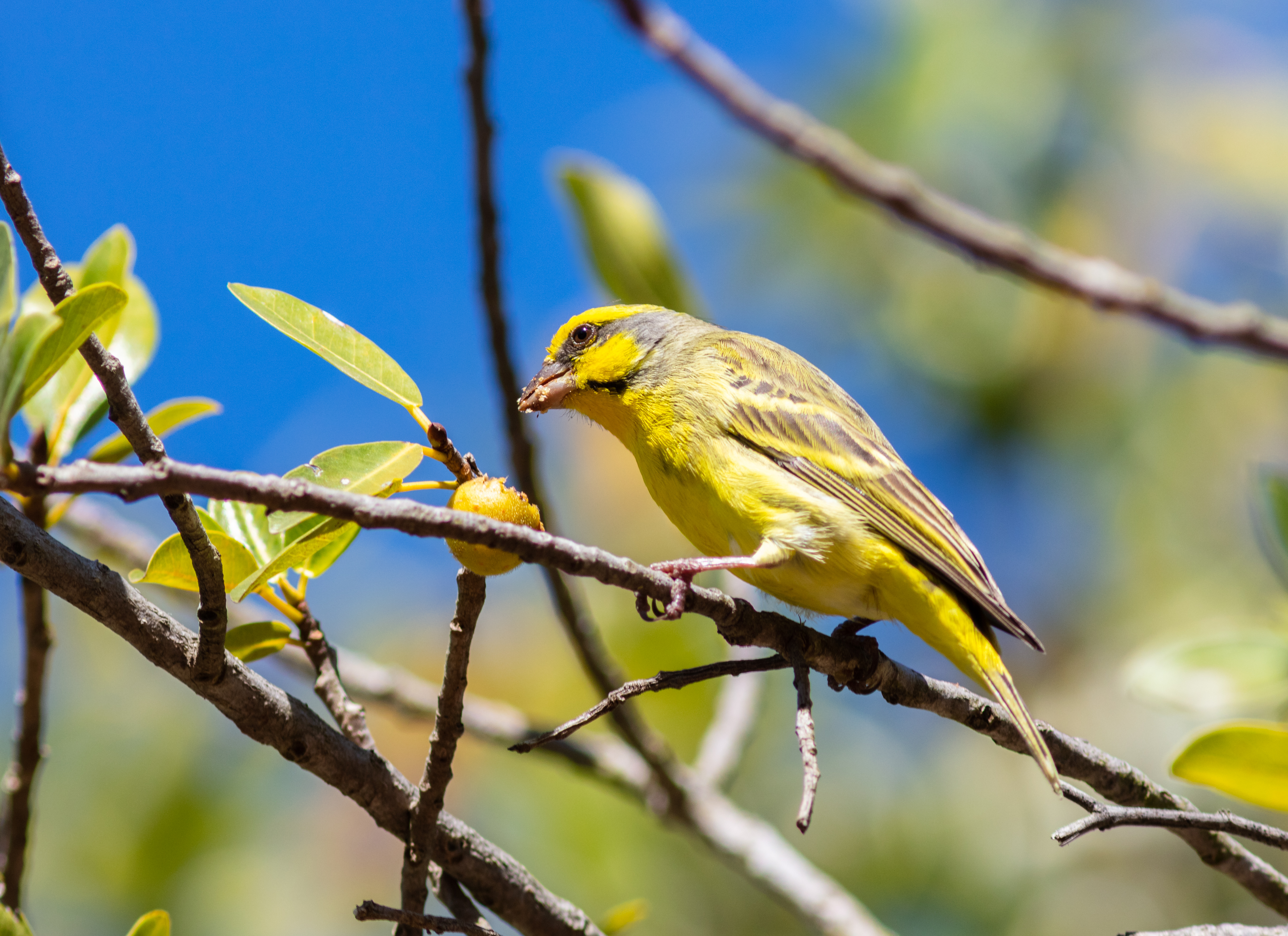
Ploceus cucullatus hembra, parque nacional Kruger, Sudáfrica.

- Ploceus baglafecht (Daudin, 1802) - tejedor de Baglafecht;
- Ploceus bannermani Chapin, 1932 - tejedor de Bannerman;
- Ploceus batesi (Sharpe, 1908) - tejedor de Bates;
- Ploceus nigrimentus Reichenow, 1904 - tejedor gorjinegro;
- Ploceus bertrandi (Shelley, 1893) - tejedor de Malawi;
- Ploceus pelzelni (Hartlaub, 1887) - tejedor de Pelzeln;
- Ploceus subpersonatus (Cabanis, 1876) - tejedor de Loango;
- Ploceus luteolus (Lichtenstein, 1823) - tejedor chico;
- Ploceus ocularis A. Smith, 1828 - tejedor de anteojos;
- Ploceus nigricollis (Vieillot, 1805) - tejedor cuellinegro;
- Ploceus alienus (Sharpe, 1902) - tejedor extraño;
- Ploceus melanogaster Shelley, 1887 - tejedor piquinegro;
- Ploceus capensis (Linnaeus, 1766) - tejedor de El Cabo;
- Ploceus temporalis (Barboza du Bocage, 1880) - tejedor de Bocage;
- Ploceus subaureus A. Smith, 1839 - tejedor dorado africano;
- Ploceus xanthops (Hartlaub, 1862) - tejedor azafranado;
- Ploceus aurantius (Vieillot, 1805) - tejedor anaranjado;
- Ploceus heuglini Reichenow, 1886 - tejedor de Heuglin;
- Ploceus bojeri (Cabanis, 1869) - tejedor palmero;
- Ploceus castaneiceps (Sharpe, 1890) - tejedor taveta;
- Ploceus princeps (Bonaparte, 1850) - tejedor de Príncipe;
- Ploceus castanops Shelley, 1888 - tejedor gorjipardo norteño;
- Ploceus xanthopterus (Hartlaub & Finsch, 1870) - tejedor gorjipardo sureño;
- Ploceus burnieri Baker, NE & Baker, EM, 1990 - tejedor de Kilombero;
- Ploceus galbula Rüppell, 1840 - tejedor de Rüppell;
- Ploceus taeniopterus (Reichenbach, 1863) - tejedor del Nilo;
- Ploceus intermedius Rüppell, 1845 - tejedor intermedio;
- Ploceus velatus Vieillot, 1819 - tejedor enmascarado;
- Ploceus katangae (Verheyen, 1947) - tejedor de Katanga;
- Ploceus ruweti Louette & Benson, 1982 - tejedor de Ruwet;
- Ploceus reichardi Reichenow, 1886 - tejedor de Reichard;
- Ploceus vitellinus (Lichtenstein, 1823) - tejedor vitelino;
- Ploceus spekei (Heuglin, 1861) - tejedor de Speke;
- Ploceus spekeoides Grant & Mackworth-Praed, 1947 - tejedor de Fox;
- Ploceus cucullatus (Statius Müller, 1776) - tejedor común;
- Ploceus grandis (Gray, GR, 1844) - tejedor grande;
- Ploceus nigerrimus Vieillot, 1819 - tejedor de Vieillot;
- Ploceus weynsi (Dubois, AJC, 1900) - tejedor de Weyns;
- Ploceus golandi (Clarke, S, 1913) - tejedor de Clarke;
- Ploceus dichrocephalus (Salvadori, 1896) - tejedor de Salvadori;
- Ploceus melanocephalus (Linnaeus, 1758) - tejedor cabecinegro;
- Ploceus jacksoni Shelley, 1888 - tejedor de Jackson;
- Ploceus badius (Cassin, 1850) - tejedor canela;
- Ploceus rubiginosus Rüppell, 1840 - tejedor castaño;
- Ploceus aureonucha Sassi, 1920 - tejedor nuquigualdo;
- Ploceus tricolor (Hartlaub, 1854) - tejedor tricolor;
- Ploceus albinucha (Barboza du Bocage, 1876) - tejedor de Maxwell;
- Ploceus nelicourvi (Scopoli, 1786) - tejedor malgache;
- Ploceus sakalava Hartlaub, 1861 - tejedor sakalava;
- Ploceus hypoxanthus (Sparrman, 1788) - tejedor dorado asiático;
- Ploceus superciliosus (Shelley, 1873) - tejedor piquigrueso;
- Ploceus benghalensis (Linnaeus, 1758) - tejedor bengalí;
- Ploceus manyar (Horsfield, 1821) - tejedor estriado;
- Ploceus philippinus (Linnaeus, 1766) - tejedor baya;
- Ploceus megarhynchus Hume, 1869 - tejedor de Finn;
- Ploceus bicolor Vieillot, 1819 - tejedor bicolor;
- Ploceus preussi (Reichenow, 1892) - tejedor de Preuss;
- Ploceus dorsomaculatus (Reichenow, 1893) - tejedor dorsipinto;
- Ploceus olivaceiceps (Reichenow, 1899) - tejedor cabeciverde;
- Ploceus nicolli Sclater, WL, 1931 - tejedor de los Usambara;
- Ploceus insignis (Sharpe, 1891) - tejedor insigne;
- Ploceus angolensis (Barboza du Bocage, 1878) - tejedor alibarrado;
- Ploceus sanctithomae (Hartlaub, 1848) - tejedor de Santo Tomé;
- Ploceus flavipes (Chapin, 1916) - tejedor patigualdo.

## Carácter invasor en España
Debido a su potencial colonizador y constituir una amenaza grave para las especies autóctonas, los hábitats o los ecosistemas, todas las especies y subespecies del género Ploceus han sido incluidas en el Catálogo Español de Especies Exóticas Invasoras, regulado por el Real Decreto 630/2013, de 2 de agosto, estando prohibida en España su introducción en el medio natural, posesión, transporte, tráfico y comercio.